# Гилберт I де Умфравиль
Гилберт I де Умфравиль (англ. Gilbert de Umfraville; умер около 1175) — англо-шотландский аристократ, вероятно, младший сын Роберта I де Умфравиля.

## Происхождение
Документально не установлено, когда представители рода появились в Англии. В настоящее время считается наиболее вероятным, что Умфравили происходят из нормандского поселения Офранвиль, расположенного недалеко от Дьеппа. Первым достоверно известным представителем рода был Роберт I де Умфравиль, получивший от английского короля Генриха I владения в Нортумберленде и Йоркшире. Главной резиденцией Умфравилей стал замок Прадо, располагавшийся к югу от реки Тайн, который позволял контролировать дорогу из Карлайла в Ньюкасл. Кроме того, вероятно, что именно Роберт I де Умфравиль получил в Шотландии владения в Киннэрде и Данипасе (Стерлингшир), которыми позже распоряжались его потомки.
Роберт от брака с неизвестной оставил двух сыновей: Одинеля I, и, вероятно, Гилберта I. 

## Биография
В отличие от Одинеля I, ставшего наследником английских владений отца в Нортумберленде, карьера Гилберта практически полностью связана с Шотландским королевством. Уже в начале 1140-х годов он был констеблем принца Генриха, сына короля Давида I, с которым поддерживал тесные связи. Гилберт засвидетельствовал ряд хартий, которые выпускал как в Англии, так и в Шотландии и сам принц, и двое его сыновей. В 1159 году он сопровождал старшего из них, ставшего к тому моменту шотландским королём под именем Малькольма IV, во Францию. Кроме того, он был констеблем его брата Вильгельма Льва еще до того, как он сам стал королём (под именем Вильгельма I).
При этом Гилберт сохранил связи и с Нортумберлендом, засвидетельствовав там 3 хартии (2 из них совместно с Одинелем I де Умфравилем), но его территориальные интересы лежали в основном в Шотландии. Не исключено, что он смог расширить там свои владения, о чём, по мнению историка Генри Саммерсона, может свидетельствовать тот факт, что он подтвердил хартию Малькольма IV о передаче аббатству Келсо церкви в Кейт Маришаль (Хаддингдоншир).
Гилберт умер около 1175 года.